# Галия (Сан-Паулу)
Галия (порт. Gália)  —  муниципалитет в Бразилии, входит в штат Сан-Паулу. Составная часть мезорегиона Марилия. Входит в экономико-статистический  микрорегион Марилия. Население составляет 7149 человек на 2006 год. Занимает площадь 355,794 км². Плотность населения — 20,1 чел./км².

## Статистика
- Валовой внутренний продукт на 2003 составляет 41.144.103,00 реалов (данные: Бразильский институт географии и статистики).
- Валовой внутренний продукт на душу населения на 2003 составляет 5.506,44 реалов (данные: Бразильский институт географии и статистики).
- Индекс развития человеческого потенциала на 2000 составляет 0,745 (данные: Программа развития ООН).